# Brother Louie (Modern Talking-dal)
A Brother Louie a német Modern Talking együttes 1986-ban megjelent, Ready for Romance 
című angol nyelvű stúdió albumának első kislemeze. Ez volt az együttes negyedik sikerszáma, 
amely a német kislemezlista élére került, a You’re My Heart, You’re My Soul, a You Can Win If You Want és a Cheri, Cheri Lady után.
A Brother Louie 1998-ban újabb sikereket ért el, amikor a Modern Talking újra összeállt 
és kiadta a Back For Good albumát.

## Története
A Brother Louie 1986. január 27-én jelent meg először Nyugat-Németországban, február 17-én iratkozott fel a slágerlista 18. helyére és március 3-án lett első. A kislemez  négy hetet töltött az élen (1986. március 10. - április 6. között) és összesen 17 hetet a német kislemezlistán.
Az Egyesült Királyságban 1986. augusztus 16-án került a Brit kislemezlista előkelő 4. helyére, ahol három héten át volt a Top10-ben.
A kislemez az Egyesült Királyságban és Franciaországban is 250-250 ezer példányban kelt el mellyel ezüst-, Belgiumban 100 ezer eladott példánnyal pedig aranyminősítést kapott. Továbbá számos ország slágerlistáján ért el első helyezést.

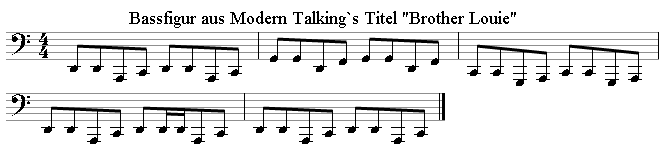
A Brother Louie basszus szólamának kottarészlete

A dal szerzője és producere Dieter Bohlen szerint, a szerzeményt barátjának, a Modern Talking albumok társproducerének Luis Rodrígueznek ajánlja.

### A zenei videó
A "Brother Louie" videóklipjét Pit Weyrich rendezte és az 1984-es Volt egyszer egy Amerika 
című film felvételeit tartalmazza. A videón a kéttagú együttes egy táncoló rajongókkal körülvett
színpadon énekli a dalt, miközben a hollywoodi filmből láthatunk bevágott részleteket.

## Brother Louie '98
A Brother Louie '98 a Modern Talking második kislemeze a hetedik, Back for Good című albumukról, 
és egyben a második kislemez a duó újraegyesülése után. A Brother Louie '98 a Brother Louie eredeti, 1986-os verziójának újracsomagolt változata, a rapper Eric Singleton közreműködésével.
A dal Németországban és más európai országban 1998. július 20-án jelent meg. 
Míg Németországban és Ausztriában bekerült a Top 20-ba, Magyarországon első volt, Franciaországban pedig az első 5-be került és a legjobb Top 10 lett Svédországban.
Franciaországban a Brother Louie '98 arany státuszt ért el több mint 250 000 darab eladásával.

## Brother Louie '99
A "Brother Louie '99" a Modern Talking Back for Good albumának, az eredeti "Brother Louie" dal egy másik újrakevert változata. Ez a verzió kizárólag az Egyesült Királyság piacán jelentették meg, 1999. október 11-én és a kislemez olyan remixeket tartalmaz, amelyek nem szerepeltek a "Brother Louie '98" kislemezen. A Modern Talking ezzel a maxival próbált ismét betörni a Nagy-Britannia lemezpiacára. Nem jártak sikerrel.

## Slágerlistás helyezések
| Év   | Kislemez címe     | Legmagasabb helyezés | Legmagasabb helyezés | Legmagasabb helyezés | Legmagasabb helyezés | Legmagasabb helyezés | Legmagasabb helyezés | Legmagasabb helyezés | Legmagasabb helyezés | Legmagasabb helyezés | Legmagasabb helyezés | Legmagasabb helyezés | Legmagasabb helyezés | Legmagasabb helyezés | Legmagasabb helyezés | Legmagasabb helyezés | Legmagasabb helyezés | Legmagasabb helyezés | Legmagasabb helyezés | Album címe        |
| Év   | Kislemez címe     | AUT                  | BEL                  | DK                   | FIN                  | FRA                  | GER                  | HUN                  | NED                  | NOR                  | IRE                  | ESP                  | SUI                  | SVE                  | RSA                  | POL                  | TUR                  | CAN                  | UK                   | Album címe        |
| ---- | ----------------- | -------------------- | -------------------- | -------------------- | -------------------- | -------------------- | -------------------- | -------------------- | -------------------- | -------------------- | -------------------- | -------------------- | -------------------- | -------------------- | -------------------- | -------------------- | -------------------- | -------------------- | -------------------- | ----------------- |
| 1986 | Brother Louie     | 2                    | 5                    | 2                    | 1                    | 6                    | 1                    | —                    | 20                   | 8                    | 2                    | 1                    | 2                    | 1                    | 1                    | —                    | 1                    | 67                   | 4                    | Ready for Romance |
| 1998 | Brother Louie '98 | 17                   | 7                    | —                    | —                    | 2                    | 16                   | 1                    | 2                    | —                    | —                    | 2                    | 21                   | 9                    | —                    | 3                    | —                    | —                    | —                    | Back for Good     |

## A szám feldolgozásai
A Brother Louie-nak számos feldolgozása született az elmúlt évtizedek alatt. 
A következő táblázat időrendben sorol fel néhány ismertebb átdolgozást. 

| Év   | Előadó                                          | Szám címe                      | Zenei stílus | Album címe                             | YouTube hivatkozás |
| ---- | ----------------------------------------------- | ------------------------------ | ------------ | -------------------------------------- | ------------------ |
| 1993 | Végvári Ádám és Polgári László                  | Drága Louis                    |              | Best Of Modern Talking Magyarul        |                    |
| 2010 | Metro Club Mix                                  | Brother Louie                  | szintipop    | Modern Talking – 25 Years Of Disco-Pop |                    |
| 2014 | Lian Ross                                       | Brother Louie 2014             | diszkó       |                                        |                    |
| 2016 | Thomas Anders                                   | Brother Louie                  | szintipop    | History                                |                    |
| 2017 | Kay One                                         | Louie Louie                    | rap          |                                        |                    |
| 2019 | Dieter Bohlen                                   | Brother Louie (New DB version) | szintipop    | Das Mega Album!                        |                    |
| 2020 | Vize, Imanbek and Dieter Bohlen featuring Leony | Brother Louie                  | szintipop    |                                        |                    |

## Fordítás
Ez a szócikk részben vagy egészben  a   Brother Louie (Modern Talking song) című angol Wikipédia-szócikk fordításán alapul.  Az eredeti cikk szerkesztőit annak laptörténete sorolja fel. Ez a jelzés csupán a megfogalmazás eredetét és a szerzői jogokat jelzi, nem szolgál a cikkben szereplő információk forrásmegjelöléseként.